# Michele Beretta
Michele Beretta (Ello, 22 oktober 1994) is een Italiaans autocoureur.

## Carrière

### Formule Abarth
In 2012 maakte Beretta zijn debuut in de autosport in de Formule Abarth voor het team Cram Competition. Het kampioenschap was opgesplitst in een Europees en een Italiaans kampioenschap. In het Europese kampioenschap was hij een gastrijder, terwijl hij in het Italiaanse kampioenschap als beste resultaat een vijfde plaats behaalde op het Autodromo Nazionale Monza, waardoor hij als elfde in de stand eindigde met 31 punten.
In 2013 stapte Beretta in de Formule Abarth, wat dit jaar weer een enkel kampioenschap was, over naar het team Euronova Racing by Fortec. Op het Circuit Mugello behaalde hij zijn eerste overwinning in het kampioenschap. Met acht andere podiumplaatsen eindigde hij als tweede in het kampioenschap met 168 punten achter Alessio Rovera.

### Formule 3
In 2014 maakte Beretta zijn Formule 3-debuut in het Europees Formule 3-kampioenschap voor het team EuroInternational. Hij reed hier naast zijn landgenoot Riccardo Agostini. Hij scoorde geen punten en met een twaalfde plaats op het Circuit de Pau als beste resultaat eindigde hij als 28e in het kampioenschap.
In 2015 bleef Beretta in de Europese Formule 3 rijden, maar stapte over naar het team kfzteile24 Mücke Motorsport, waar hij uitkwam naast Santino Ferrucci, Mikkel Jensen, Maximilian Günther en Kang Ling.

### GP3
Naast zijn Formule 3-seizoen maakte Beretta in 2015 tevens zijn debuut in de GP3 Series tijdens het raceweekend op het Sochi Autodrom als vervanger van Amaury Bonduel bij het team Trident.